# Giancarlo Cimoli
Giancarlo Cimoli (Fivizzano, 12 dicembre 1939) è un dirigente pubblico e privato italiano, noto per i suoi incarichi in importanti aziende come Edison, Montedison, Ferrovie dello Stato e Alitalia.

## Biografia
Laureato in Ingegneria chimica con il Premio Nobel Giulio Natta, al Politecnico di Milano, ha iniziato la sua attività professionale nel 1966 presso la SIR, occupandosi della progettazione di impianti chimici, attività che ha svolto poi dal 1968 al 1974 alla Snia Viscosa. Dopo aver ricoperto il ruolo di AD e Direttore Generale della SIPA e della società POLIESTERE, nel 1985 è stato nominato Amministratore Delegato di Montefibre. Dal 1987 al 1988 è stato responsabile dell’Area Energia del Gruppo Montedison (Amministratore Delegato della SELM S.p.A. e Vicepresidente della Monteshell S.p.A.). Tra il 1988 e il 1991 ha ricoperto il ruolo di Direttore Generale di Enimont, incarico che lascia nel 1991 quando diviene amministratore delegato dell'Edison, ruolo mantenuto fino al 1996.

### Ferrovie dello Stato
Nel 1996, su suggerimento del professor Guido Rossi, l’allora presidente del Consiglio Romano Prodi e il ministro del Tesoro Carlo Azeglio Ciampi, del primo Governo Prodi, scelsero Cimoli per gestire le Ferrovie dello Stato (FS), allora in grave difficoltà a causa di problemi gestionali e inchieste giudiziarie, dopo la gestione di Lorenzo Necci, coinvolto nell'inchiesta mani pulite. L’azienda era al tempo sull’orlo del fallimento, con perdite che sfioravano i 2 miliardi di euro e un margine di produzione negativo per circa 1 miliardo, a fronte di contributi dello stato per circa 4 miliardi.
Tre mesi dopo il suo insediamento, nell’ottobre 1996, Cimoli avviò un massiccio piano di ristrutturazione interna e di rilancio non solo della società, ma dell’intero settore del trasporto su ferro. Nel 1998 avviò la divisionalizzazione e la societarizzazione delle FS, operazioni in seguito alle quali l’azienda venne smembrata in diverse società guidate da una holding capogruppo. Viene nello stesso tempo lanciato il primo Piano per la sicurezza che in quattro anni farà registrare un miglioramento in termini di affidabilità del 50%. 
Dal 2001 al 2003 il Gruppo Ferrovie dello Stato chiuse tre anni consecutivi in utile, per la prima volta nella storia delle Ferrovie. In particolare, il 2001 fu il primo anno di bilancio consolidato in attivo della storia del gruppo e il 2002 vide quasi raddoppiare gli utili rispetto all’anno precedente. Grazie a questi risultati, nel febbraio 2001 fu confermato sia presidente sia amministratore delegato delle Ferrovie dello Stato, ruolo che ricoprì fino ad aprile 2004.
Nel 1997 è entrato a far parte del Consiglio Direttivo di Confindustria mentre nel 2000 è nominato Presidente di Grandi Stazioni. Il 1° gennaio 2002 è nominato Presidente delle ferrovie europee (Community of European Railways) e diviene anche membro del World Economic Forum (WEF). 

### Alitalia
Nell’aprile 2004 il governo guidato da Silvio Berlusconi chiese a Cimoli di rimettere in sesto un’altra azienda pubblica in crisi: Alitalia. Nel maggio 2004 Cimoli fu nominato presidente e amministratore delegato di Alitalia, con l’obiettivo di risanare la compagnia, che al momento del suo insediamento, segnalava una perdita netta di 858 milioni di euro (anno 2004).
Il piano di lavoro di Cimoli, dopo una difficile contrattazione con i sindacati, prevedeva una ricapitalizzazione aperta al mercato finalizzata alla privatizzazione della compagnia, con un prestito-ponte di circa 400 milioni di euro da parte del Ministero dell’Economia, con la separazione tra le attività di volo, riunite nella società AZ Fly, e quelle di terra, raccolte sotto AZ Servizi.
Sotto la gestione di Cimoli la perdita diminuì, con un aumento di capitale del valore di 1 miliardo di euro. Nonostante i tagli di costi e le ristrutturazioni, la traiettoria dei conti rimase però negativa: le perdite furono ridotte di quasi 700 milioni nel primo anno, e il bilancio in perdita fu portato da 858 a 167 milioni nel 2005; nel 2006 il bilancio risalì a 625 milioni, e nel 2007 (suo ultimo anno parziale di incarico) a 483 milioni.
Per cercare di evitare il fallimento di Alitalia, Cimoli tentò di portare a termine una trattativa con Air France-KLM, che già nel 2005 aveva acquisito il 2% del capitale. Nel 2006 il Governo Prodi decise di vendere la quota dello Stato pari al 39,9% di Alitalia – superando la soglia del 30% e scatenando l’obbligo di OPA sul resto del capitale. Air France-KLM puntò dunque ad acquisire il controllo di Alitalia.
L’opposizione dei sindacati ai tentativi di riduzione del personale e di spacchettamento dell’azienda, le resistenze politiche a lasciare il controllo della compagnia di bandiera a una compagnia straniera e le ulteriori perdite dovute all’aumento del prezzo del petrolio e del costo del carburante, impedirono la trattativa e portarono alle dimissioni di Cimoli nel 2007, sostituito prima da Bernardino Libonati e poi da Maurizio Prato. 

## Controversie
La gestione di Cimoli – soprattutto in Alitalia – fu oggetto di attenzione mediatica e critica pubblica.
Nel 2014, dopo dieci anni dal termine del suo incarico nella società, Ferrovie dello Stato avviò un’azione legale civile per il risarcimento di danno per ricezione di indebito, per un premio di risultato, a suo tempo approvato dal Consiglio di amministrazione, ricevuto da Cimoli nel 2004 al termine dell’incarico, ritenuto “indebito”  dall’azienda: nel 2020 il Tribunale civile di Roma ha disposto il versamento a titolo di risarcimento del danno della somma percepita di circa 4,5 milioni di euro da parte di Cimoli. Nel 2023, la Corte d’Appello civile di Roma ha dimezzato la somma risarcitoria di cui sopra. Al momento è pendente il ricorso per Cassazione.
Più complessa la vicenda giudiziaria collegata all’incarico in Alitalia. La Procura della repubblica di Roma ha chiesto il rinvio a giudizio di Cimoli, e di altri dirigenti, con riguardo ad alcuni capi di imputazione connessi alla gestione della società. Il 28 settembre 2015, la VI Sezione penale del Tribunale di Roma emise una sentenza riguardante il dissesto della "vecchia" Alitalia (gestione 2001‑2007), che aveva accumulato perdite superiori ai 4 miliardi di euro attraverso una serie di operazioni giudicate «abnormi o ingiustificate dal punto di vista economico e gestionale». A Giancarlo Cimoli, amministratore delegato e presidente della compagnia tra maggio 2004 e febbraio 2007, furono contestati i reati di bancarotta fraudolenta per distrazione e dissipazione e due atti di aggiotaggio, uno attivo ed uno passivo, relativi alla diffusione di notizie ritenute false sul titolo Alitalia in Borsa (tra novembre 2005 e primavera 2006).
Nel 2015, in primo grado, Cimoli fu condannato a otto anni e otto mesi di reclusione per bancarotta fraudolenta e aggiotaggio, insieme ad altri ex dirigenti. Nel 2020, la Corte di Cassazione ha annullato gran parte delle imputazioni principali, evidenziando come alcune operazioni contabili e di ristrutturazione aziendale – all’epoca contestate – fossero in realtà strategie di risanamento in un contesto di crisi. La pena complessiva inflitta a Cimoli fu dunque rimodulata al ribasso, eliminando le imputazioni annullate e rendendo necessaria una nuova fase di giudizio in Appello per ridefinire la posizione penale residua. Per motivi di salute, Cimoli ha beneficiato di un concordato, previsto dal Codice di Procedura Penale, pertanto ha rinunciato a riproporre la fase di appello. Ha scontato la pena alternativa in Affidamento in prova ai Servizi sociali, con esito positivo. 
Durante il suo mandato alla guida di Alitalia, Cimoli percepì una retribuzione complessiva di circa 5,9 milioni di euro (salario base e bonus). Tali compensi, pur conformi agli accordi contrattuali, suscitarono dibattito nell'opinione pubblica, anche in relazione alle difficoltà finanziarie di Alitalia. 
Queste controversie rappresentano un aspetto critico di una carriera lunga e complessa, sviluppatasi prevalentemente in aziende pubbliche e strategiche, spesso in condizioni di forte criticità industriale e finanziaria.